# If I Can't
If I Can't är den fjärde och sista singeln från 50 Cents debutalbum Get Rich Or Die Tryin'.

## Listplaceringar
| Topplistan (2003)                               | position |
| ----------------------------------------------- | -------- |
| Australian Singles Chart                        | 22       |
| German Singles Chart                            | 34       |
| UK Singles Chart ^                              | 10       |
| U.S. Billboard Hot 100                          | 76       |
| U.S. Billboard Hot Rap Tracks                   | 15       |
| U.S. Billboard Hot R&B/Hip-Hop Singles & Tracks | 34       |